# Quảng trường Bức tường Than Khóc

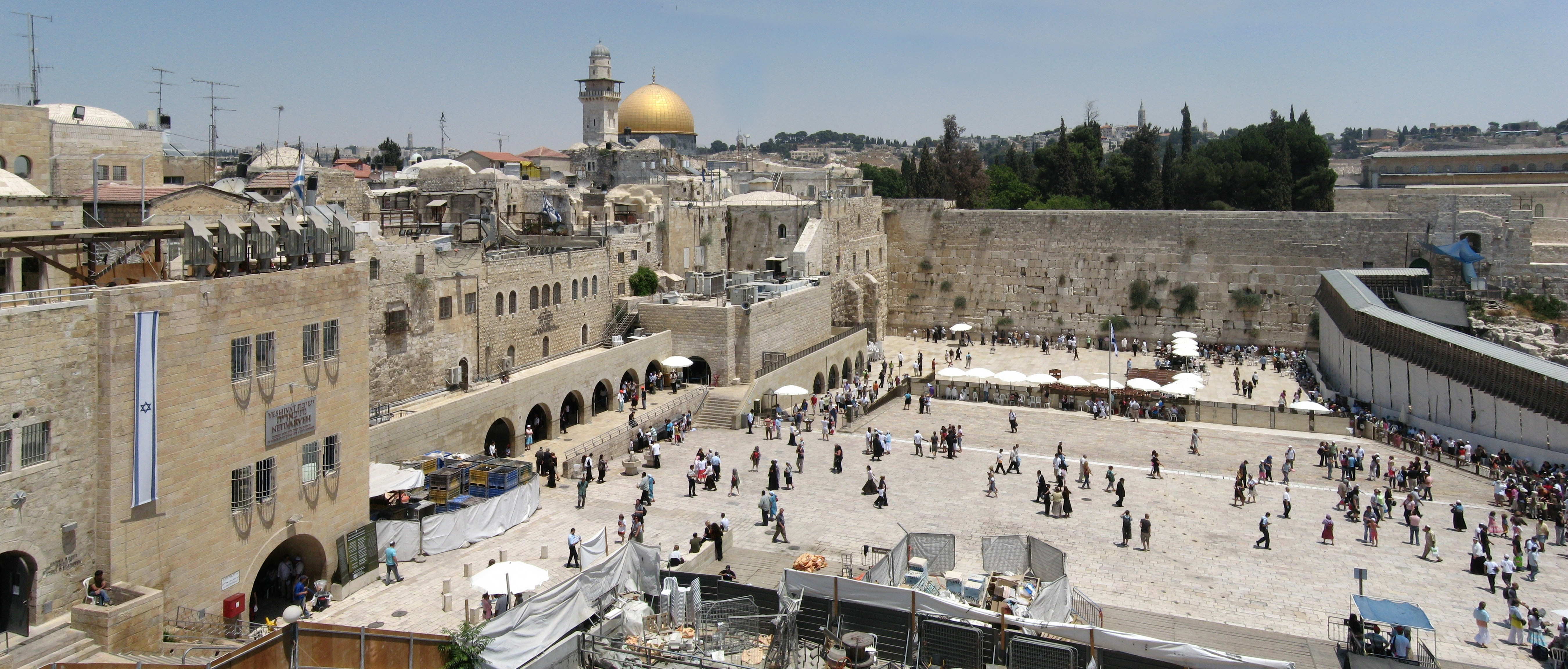
Quảng trường Bức tường Than Khóc liền kề Bức tường phía Tây ở đằng sau

Quảng trường Bức tường Than Khóc (tiếng Anh: Western Wall Plaza, tiếng Hebrew: רחבת הכותל המערבי) là một quảng trường công cộng lớn nằm liền kề với Bức tường Than Khóc trong khu phố Do Thái của thành phố cổ Jerusalem. Nó được thành lập vào năm 1967 như là kết quả sự san phẳng của khu phố Ma-rốc trong hậu quả ngay sau Chiến tranh Sáu ngày.

## Vị trí
Quảng trường Bức tường than khóc tiếp giáp với Bức tường phía Tây, một phần của bức tường chắn cổ xưa do Herod Đại đế dựng lên để bao quanh và tăng diện tích bề mặt của Núi Đền. Ngoài Bức tường than khóc ở phía đông, quảng trường có phía bắc giáp Trung tâm Chuỗi các Thế hệ, Yeshivat Netiv Aryeh và Đường hầm Bức tường Than khóc, quảng trường sau này cũng dẫn đến Khu phố Hồi giáo thông qua một kết nối bổ sung với Phố HaGay; của Aish HaTorah, Porat Yosef Yeshiva và Khu phố Do Thái qua Cầu thang Yehuda HaLevi ở phía tây; và bởi Công viên Khảo cổ học Jerusalem ở phía nam. Đi vào quảng trường từ phía nam là qua Cổng Dung.
Quảng trường rộng 10.000 mét vuông và có thể chứa tới 400.000 người mỗi ngày.

## Lịch sử

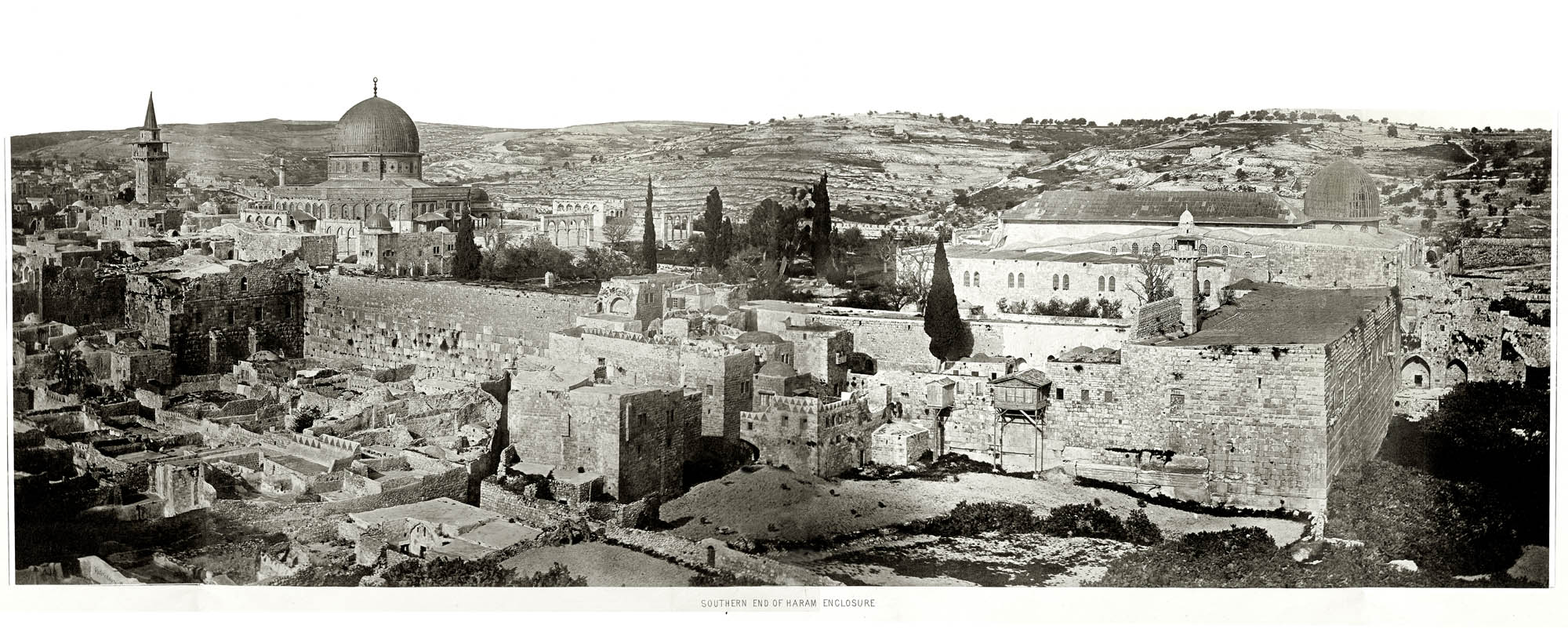
Quang cảnh thế kỷ 19 của khu vực đã trở thành Quảng trường

Địa điểm này nằm trong khu phố Ma-rốc, một khu phố được thành lập bởi El Afdal, con trai của Saladin, vào năm 1193 cho người Hồi giáo Ma-rốc. Lối vào bức tường phía Tây bị giới hạn trong một con đường hẹp xuyên qua khu phố đôi khi gây ra xích mích với người dân địa phương. Năm 1887, nam tước Rothschild đã cố gắng không thành công để mua khu phố và tái định cư cư dân của ông ở nơi tốt hơn.
Ba ngày sau khi thành phố cổ được chinh phục bởi Lực lượng Phòng vệ Israel trong Chiến tranh Sáu ngày năm 1967, các công nhân được bảo vệ bởi quân đội đã tiến hành gỡ bỏ một nhà vệ sinh công cộng kết nối với bức tường phía Tây. Ngay lập tức sau đó, một yêu cầu đã được đưa ra cho cư dân của khu phố Ma-rốc phải sơ tán tất cả 135 ngôi nhà, cùng với nhà thờ Hồi giáo Sheikh Eid đã bị san phẳng để mở đường xây dựng quảng trường.

## Khảo cổ học
Các cuộc khai quật khảo cổ học diễn ra ở rìa phía tây bắc của Quảng trường, c. 100 mét về phía tây của Núi Đền.

### Thời kỳ cuối của ngôi đền đầu tiên
Các nhà khảo cổ học đã đưa ra nhiều phát hiện về thời kỳ cuối của Ngôi đền đầu tiên là đặc trưng của Vương quốc Judah trong khoảng thời gian giữa cuối thế kỷ thứ 8 trước Công nguyên và sự tàn phá của Jerusalem vào năm 586 trước Công nguyên. Những di tích này bao gồm cả tòa nhà, một số được bảo tồn với chiều cao hơn 2 mét. Một số lượng lớn đồ gốm đã được phát hiện, bao gồm nhiều đồ màu mỡ và tượng động vật cùng tay cầm lọ với dòng chữ "LMLK" được đóng dấu. Một dòng chữ khác bằng chữ Do Thái cổ ghi "[thuộc] vua Hebron".
Một con dấu thời kỳ Đền thờ đầu tiên làm bằng đá bán quý chứa chữ viết Do Thái cổ có tên "Netanyahu ben Yaush" cũng đã được tìm thấy. Netanyahu là một cái tên được nhắc đến nhiều lần trong Sách Giê-rê-mi trong khi tên Yaush xuất hiện trong các chữ cái Lachish. Tuy nhiên, sự kết hợp của những cái tên không được các học giả biết đến.

### Cuối thời kỳ La mã
Trong cùng một cuộc khai quật, một phần của Đông Cardo ở thế kỷ thứ 2 sau Công nguyên của La Mã đã được phát hiện, cũng như một đoạn đường phố có niên đại khoảng năm 130 CN và dẫn đường phía tây về phía Núi Đền.

### Khám phá gần đây
Vào tháng 10 năm 2020, các nhà khảo cổ học dẫn đầu bởi Tiến sĩ Barak Monnickendam-Givon từ Cơ quan Cổ vật Israel đã thông báo về việc phát hiện ra một khối đá vôi nặng hai shekalim 2.700 năm tuổi có từ thời kỳ Đền thờ Đầu tiên. Theo IAA, có hai biểu tượng Ai Cập song song giống gamma Hy Lạp trên bề mặt của viên đá tròn nhẵn nặng 23 gam và khẳng định sự phát triển của thương mại và buôn bán ở Jerusalem cổ đại.

## Hoạt động
Quảng trường được chia  thành hai phần bởi một bức tường đá thấp ở Jerusalem. Một phần nhỏ hơn liền kề với Bức tường Than khóc, và được chia thành hai phần bởi một thánh đường dành cho hai giới tính khác nhau, đóng vai trò như một giáo đường Do Thái ngoài trời. Nó đã trở thành một nơi phổ biến để tổ chức các nghi lễ bar mitzvah.
Khu vực lớn hơn ngay phía tây và phía nam của khu vực nhỏ hơn đóng vai trò như một khu vực tràn đám đông cho phần đầu tiên, nhưng tự nó đóng vai trò là địa điểm cho các buổi lễ giới thiệu của các binh sĩ IDF.
Trong khi quảng trường mở cửa cho tất cả mọi người, Bộ Dịch vụ Tôn giáo sử dụng các vệ sĩ Trang trọng để đảm bảo du khách ăn mặc phù hợp với sự linh thiêng của địa điểm và lịch sự đối với những người thờ phượng.

## Các kế hoạch khác
Vào tháng 8 năm 1967, kiến trúc sư Yosef Shenberger được kêu gọi để trình bày một thiết kế cho quảng trường, nhưng ý tưởng của ông nhanh chóng trở thành ý tưởng đầu tiên trong số nhiều ý tưởng bị đánh trúng bởi các ban quy hoạch.
Năm 1970, kiến trúc sư cảnh quan Shlomo Aronson đề xuất đào quảng trường phía đông xuống mức đường phố của thời kỳ Đền thờ thứ hai.
Năm 1972, Moshe Safdie được thuê để đệ trình một đề xuất về quảng trường. Ông đã phần nào làm theo kế hoạch của Aharonson, với một loạt các quảng trường bậc thang xuống đường phố thời Herodian liền kề với Bức tường Than khóc, nhưng đề xuất của ông cũng bị loại bỏ.
Năm 1976, Irwin Shimron đứng đầu Ủy ban Shimron, được thành lập để khám phá tất cả các lựa chọn cho sự phát triển của quảng trường. Ủy ban khuyến nghị nên thực hiện đề xuất của Safdie, nhưng đến nay vẫn chưa có gì.

## Hình ảnh

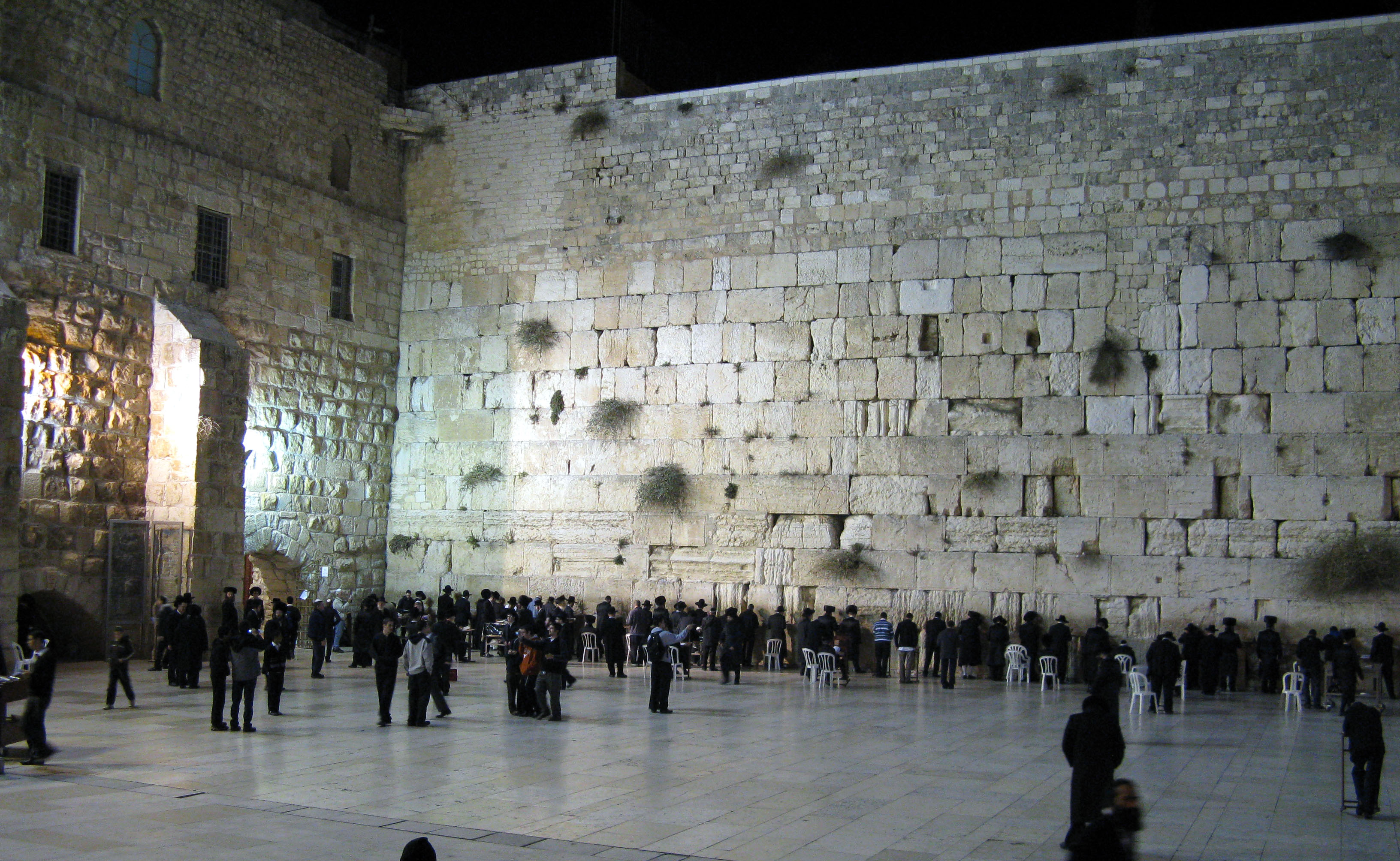
Bức tường Than Khóc
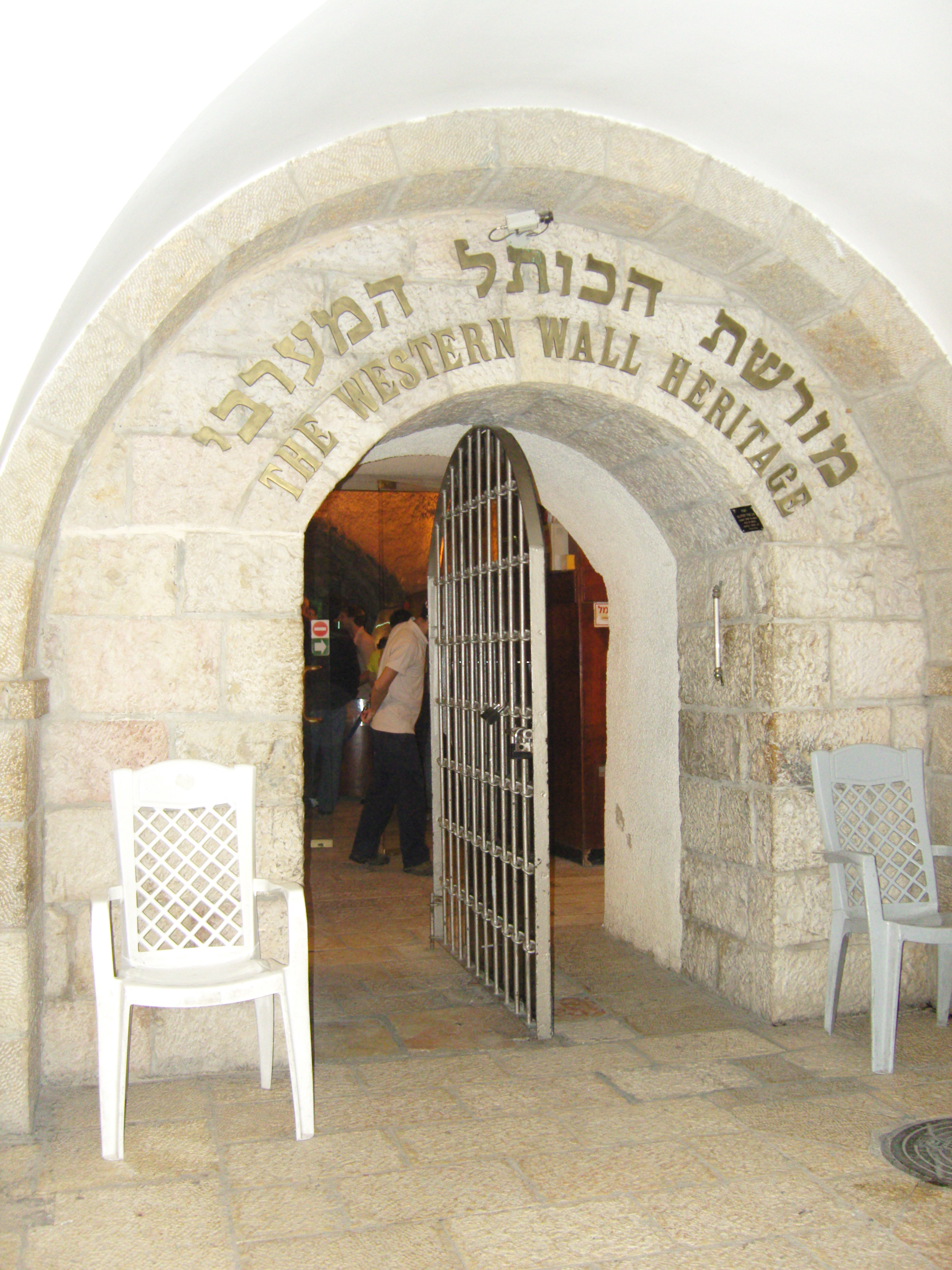
Lối vào đường hầm bức tường phía Tây
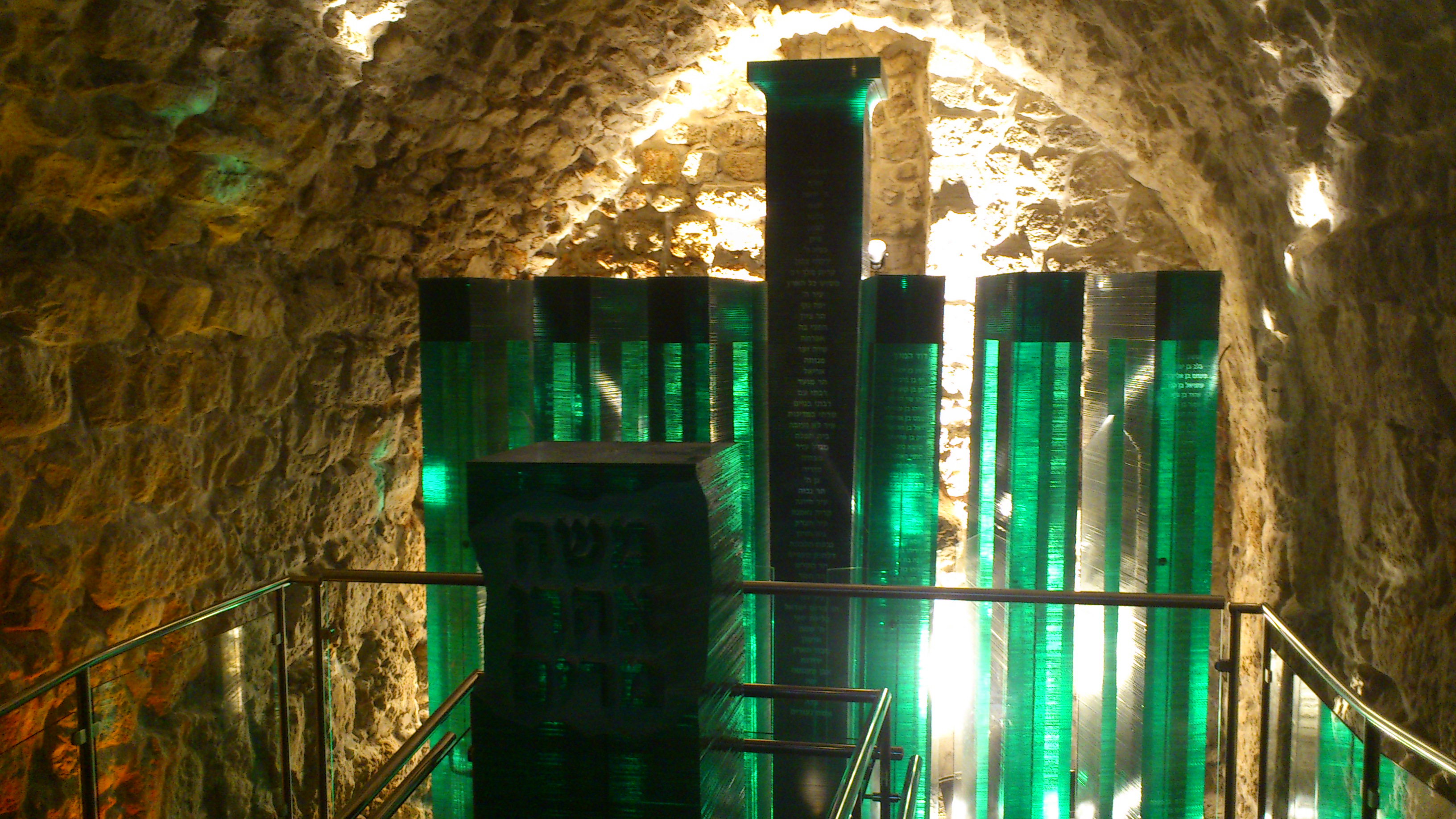
The Chain of Generations Center
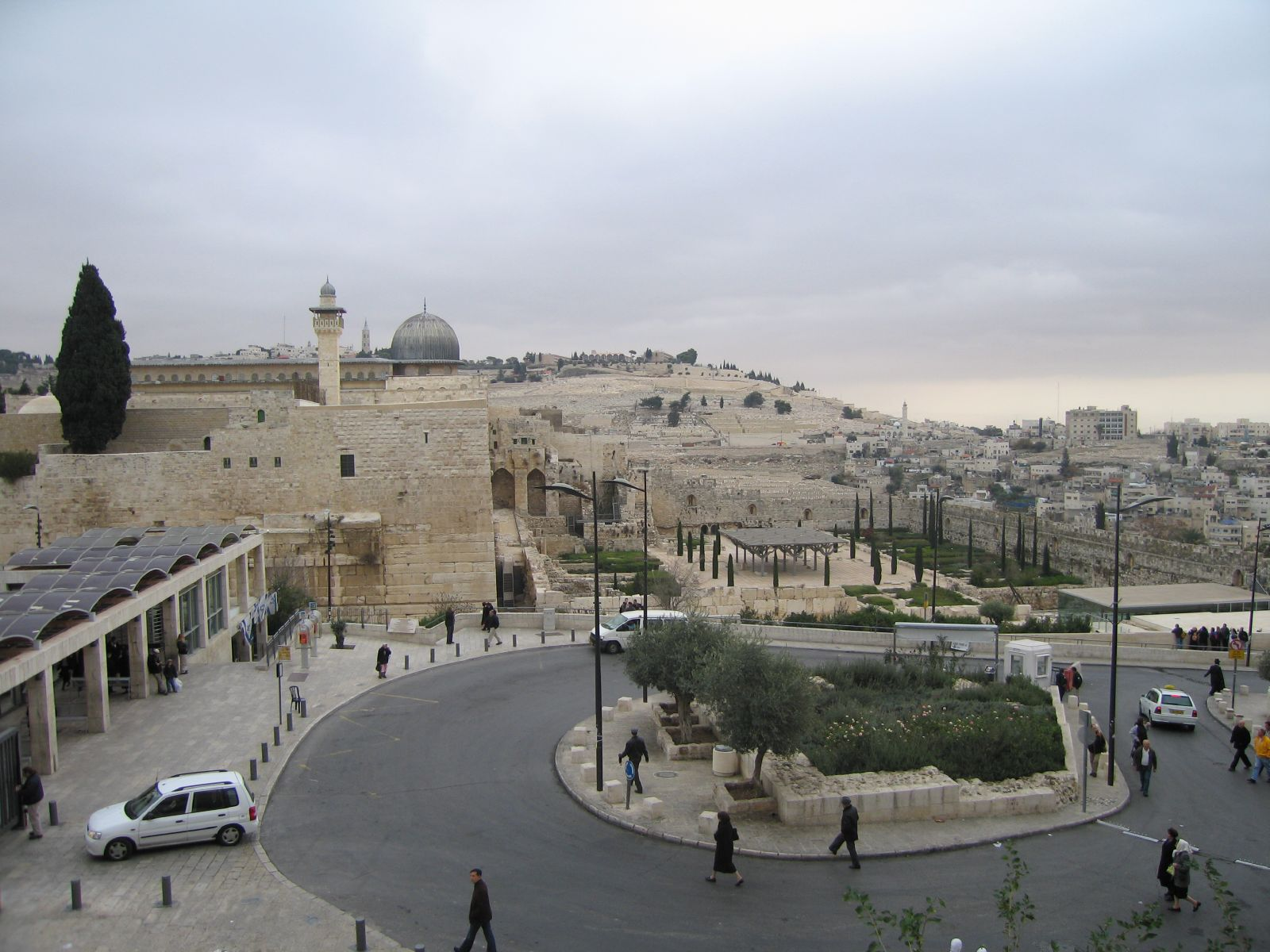
Lối vào Bức tường phía Tây, Jerusalem
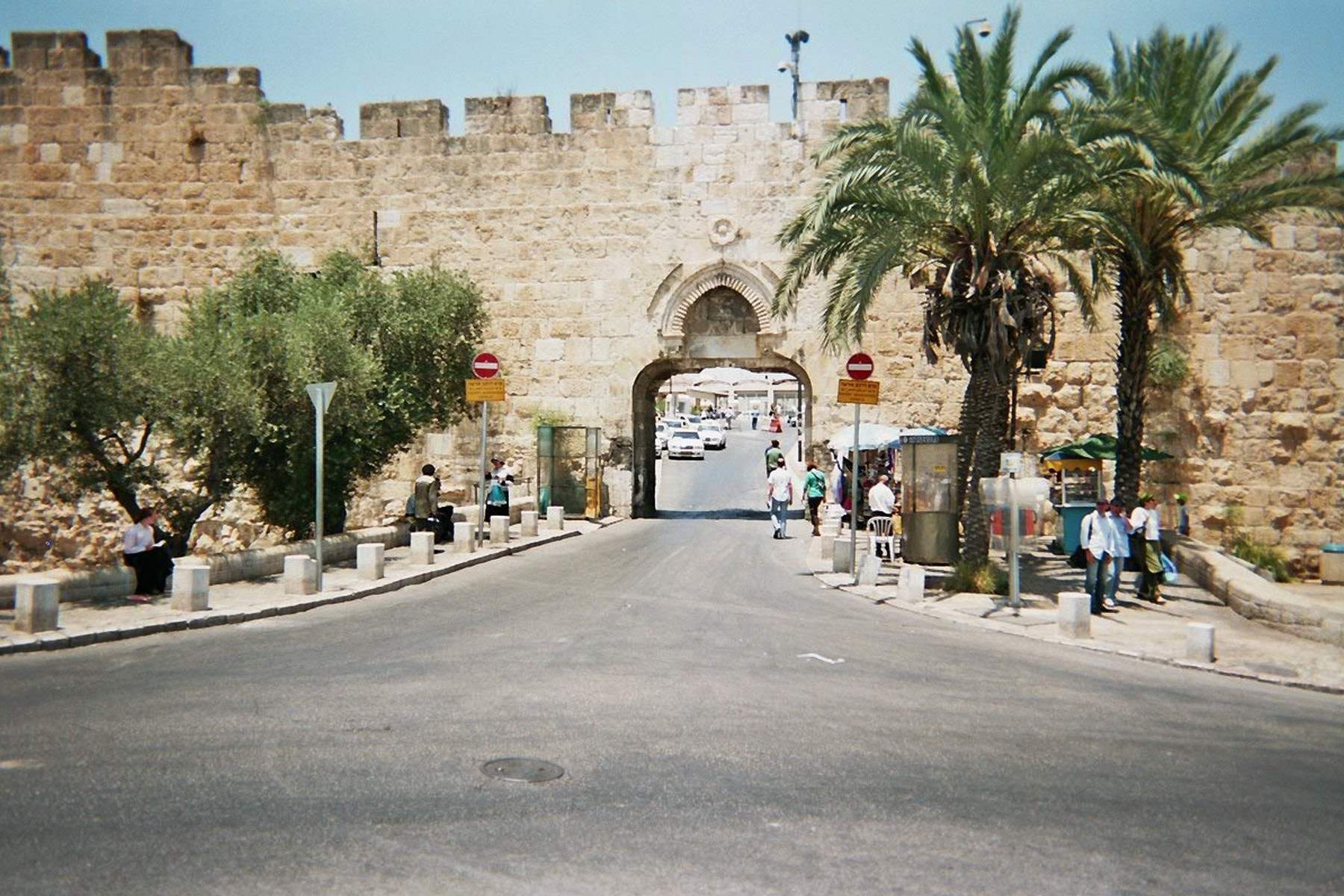
Cổng Jerusalem cổ